# Jimmy Robertson (jogador de snooker)
Jimmy Robertson (Bexhill-on-Sea, 3 de maio de 1986) é um jogador inglês de snooker. É jogador profissional de snooker desde 2002, e de forma contínua, desde 2009.
Em outubro de 2018, Robertson conquistou seu primeiro título em evento pontuável para o ranking mundial no Masters Europeu (em inglês:  European Masters) em Lommel, na Bélgica, derrotando o compatriota Joe Perry por 9–6 na final, apesar de até então nunca ter passado das quartas de final de uma prova do ranking.

## Finais na carreira
| Resultado | Ano  | Torneio         | Oponente na final | Placar | Ref.        |
| --------- | ---- | --------------- | ----------------- | ------ | ----------- |
| Campeão   | 2018 | Masters Europeu | Joe Perry         | 9–6    | [ 1 ] [ 2 ] |

| Resultado | Ano  | Torneio                  | Oponente na final | Placar | Ref. |
| --------- | ---- | ------------------------ | ----------------- | ------ | ---- |
| Campeão   | 2009 | Campeonato Inglês Amador | David Craggs      | 9–8    |      |